# Wattrelos
Wattrelos település Franciaországban, Nord megyében. Lakosainak száma 40 881 fő (2022. január 1.). Wattrelos Roubaix, Leers, Tourcoing, Mouscron és Estaimpuis községekkel határos.

## Népesség
A település népessége az elmúlt években az alábbi módon változott:
| Lakosok száma | 41 522 | 41 264 | 41 570 | 40 958 | 40 885 | 40 898 | 41 015 | 40 836 | 40 881 |
|               | 2013   | 2015   | 2016   | 2017   | 2018   | 2019   | 2020   | 2021   | 2022   |